# Октябрьский (Кочёвский район)
Октябрьский — посёлок в Кочёвском районе Пермского края. Входит в состав Кочёвского сельского поселения. Располагается западнее районного центра, села Кочёво. Расстояние до районного центра составляет 2 км. По данным Всероссийской переписи населения 2010 года, в посёлке проживал 601 человек (288 мужчин и 313 женщин).

## История
По данным на 1 июля 1963 года, в посёлке проживал 671 человек. Населённый пункт входил в состав Кочёвского сельсовета.